# Vața de Jos
Vața de Jos is een dorp in de regio Transsylvanië, in het Roemeense district Hunedoara. Het dorp ligt in de vallei van Crișul Alb, 17 km ten noordwesten van Brad. Het bezit een spa op 230 meter hoogte, dat natuurlijk genezend water bevat. Mensen met allerlei ziekten komen naar het binnen- en buitenwater van Vața de Jos.